# Тетрахлорид серы
Тетрахлорид серы — неорганическое соединение серы и хлора с формулой SCl4, бесцветные или бледно-жёлтые кристаллы при −35°С, выше −31°С — тёмно-бурая жидкость, разлагается при температуре выше −15°С.

## Получение
- Действие хлора на дихлорид серы при низкой температуре:

{\displaystyle {\mathsf {SCl_{2}+Cl_{2}\ {\xrightarrow {-80^{o}C}}\ SCl_{4}}}}

## Физические свойства
Тетрахлорид серы — бесцветные или бледно-жёлтые кристаллы при −35 °С, выше −31 °С — тёмно-бурая жидкость, разлагается при температуре выше −15 °С.
По структуре может рассматриваться как соль {\displaystyle {\ce {SCl3+Cl-}}}.

## Химические свойства
- Разлагается при нагревании:

{\displaystyle {\mathsf {SCl_{4}\ {\xrightarrow {-15^{o}C}}\ SCl_{2}+Cl_{2}}}}
- Реагирует с влагой из воздуха:

{\displaystyle {\mathsf {SCl_{4}+H_{2}O\ {\xrightarrow {}}\ SOCl_{2}+2HCl}}}
- Реагирует с водой:

{\displaystyle {\mathsf {SCl_{4}+2H_{2}O\ {\xrightarrow {}}\ SO_{2}+4HCl}}}
- Реагирует с азотной кислотой:

{\displaystyle {\mathsf {SCl_{4}+2HNO_{3}+2H_{2}O\ {\xrightarrow {}}\ H_{2}SO_{4}+2NO_{2}\uparrow +4HCl}}}
- Реагирует с щелочами:

{\displaystyle {\mathsf {SCl_{4}+6NaOH\ {\xrightarrow {}}\ Na_{2}SO_{3}+4NaCl+3H_{2}O}}}